# François Mitterrand
François Mitterrand (polno ime François Maurice Adrien Marie Mitterrand), francoski politik, * 26. oktober 1916, † 8. januar 1996.
V času druge svetovne vojne je služil v francoski vojski in bil je tudi vojni ujetnik. Pozneje se je vključil v politiko. Postal je prvi socialistični predsednik pete francoske republike, bil je zadnji francoski predsednik, ki je dolžnost je opravljal dva sedemletna mandata, torej skupaj 14 let.
Osebno je prijateljeval s slovenskim slikarjem Zoranom Mušičem in njegovo družino v Parizu in Benetkah.